# إيريكا جونغ
إيريكا جونغ (بالإنجليزية: Erica Jong) (لقبها قبل الزواج: مان، من مواليد 26 مارس عام 1946 ) روائية وكاتبة هجاء وشاعرة أمريكية، اشتهرت بشكل خاص عند صدور روايتها عام 1973 الخوف من الطيران. أصبح الكتاب مثيرًا للجدل بشكل كبير بسبب مواقفه تجاه الجنسانية البشرية الأنثوية، وظهر بشكل بارز في تطور الموجة النسوية الثانية. وفقًا لصحيفة واشنطن بوست، بيعت أكثر من 20 مليون نسخة حول العالم. 

## النشأة والتعليم
وُلدت جونغ في 26 مارس عام 1942 في نيويورك. الابنة الوسطى لسيمور مان (لقبه قبل الزواج: ناثان ويسمان، المتوفي في عام 2004)، وإيدا ميرسكاي (1911-2012). والدها رجل أعمال من أصول يهودية بولندية، يمتلك شركة هدايا وإكسسوارات منزلية وهي معروفة بإنتاجها الضخم للدمى الخزفية. وُلدت والدتها في إنجلترا لعائلة مهاجرة من اليهود الروس، وكانت رسامة ومصممة منسوجات والتي صممت دمى لشركة زوجها أيضًا. كان لجونغ أخت كبيرة، سوزانا، تزوجت من رجل الأعمال اللبناني آرثر داو، وأخت صغرى، كلوديا، أخصائية اجتماعية تزوجت من غدعون إس. أوبرويغر (الرئيس التنفيذي لشركة سيمور مان إنك حتى وفاته في عام 2006). من بين أبناء إخواتها بيتر داو، وهو خبير استراتيجي في الحزب الديمقراطي. التحقت جونغ بثانوية الموسيقى والفن في نيويورك في الخمسينات من القرن الماضي، حيث طورت شغفها بالفن والكتابة. كطالبة في كلية بارنارد، حررت جونغ مجلة بارنارد الأدبية وأنشأت برامج شعرية لمحطة جامعة كولومبيا الإذاعية. 

## الحياة المهنية
خريجة عام 1963 من كلية بارنارد وحصلت على ماجستير في الأدب الإنجليزي في القرن الثامن عشر من جامعة كولومبيا (عام 1965)، اشتهرت جونغ بروايتها الأولى، الخوف من الطيران (1973)، والتي خلقت ضجة بمعالجتها الصريحة لرغبات المرأة الجنسية. على الرغم من احتوائها على العديد من العناصر الجنسية، إلا أن الكتاب في الأساس عن إيزادورا وينغ، وهي امرأة في أواخر العشرينات من عمرها، تحاول معرفة من هي وإلى أين تذهب. يحتوي على العديد من العناصر التصويرية النفسية والمضحكة، فضلًا عن المراجع الثقافية والأدبية الغنية. يحاول الكتاب الإجابة على العديد من الصراعات التي ظهرت للنساء في أواخر الستينيات وأوائل السبعينيات من القرن الماضي في أمريكا، حول الأنوثة والنسوية والحب وسعي المرء إلى الحرية والهدف. تستمر ملحمة الإنجاز المحبط لإيزادورا وينغ في روايتين أخريين كيف تنقذ حياتك الخاصة (1977) والمظلات والقبلات (1984).

## الحياة الشخصية

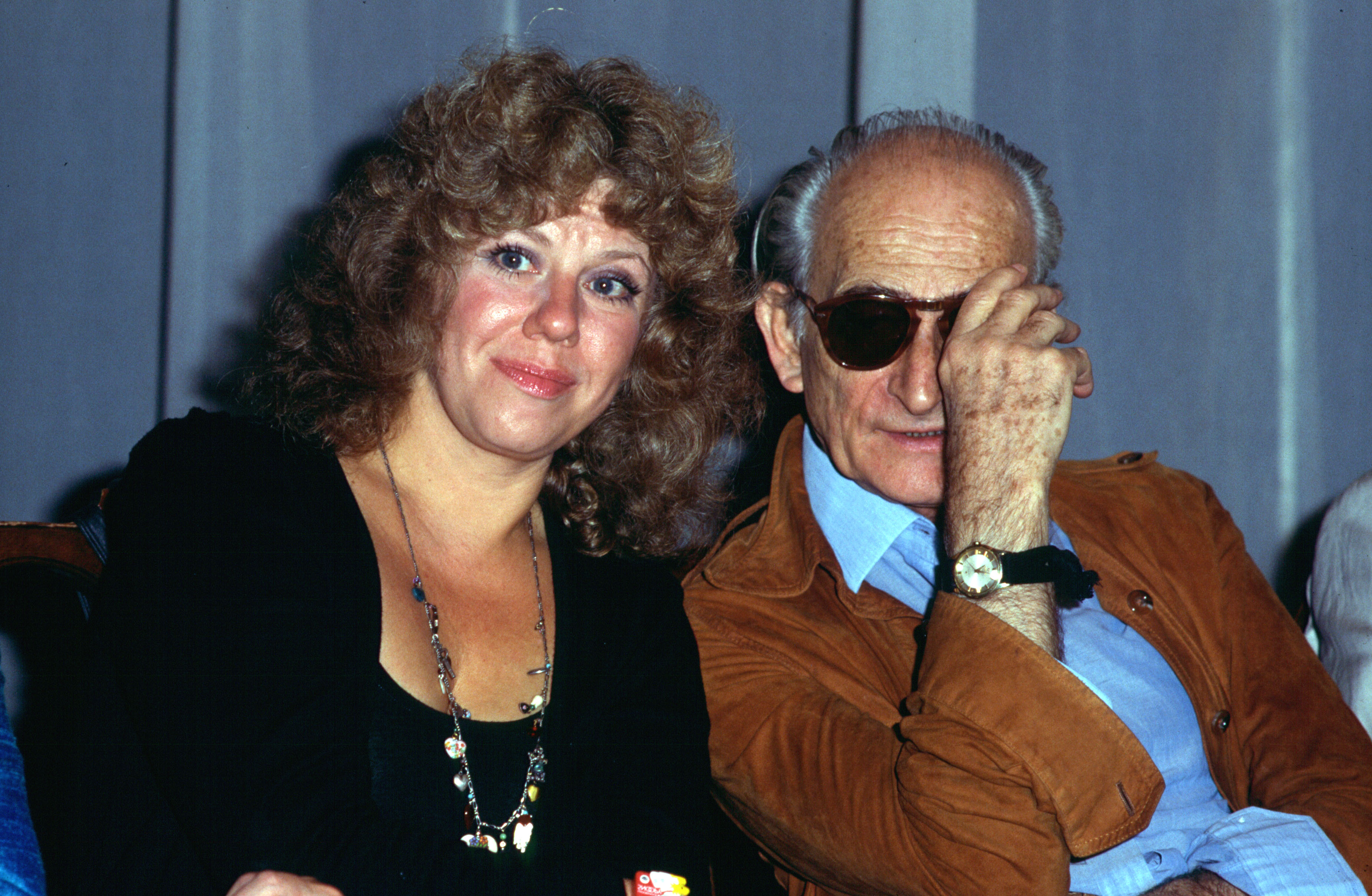
إيريكا جونغ في مهرجان البندقية السينمائي عام 1984.

تزوجت جونغ أربع مرات. أول زواجين لها، من حبيبها الجامعي مايكل ويرثمان، وألان جونغ، طبيب نفساني أمريكي صيني، وهو ما تعكسه الرواي في الخوف من الطيران. زوجها الثالث جوناثان فاست، روائي ومدرس الخدمة الاجتماعية، ونجل الروائي هوارد فاست. وُصف هذا الزواج في كتاب أنقذ حياتك الخاصة وكتاب مظلات وقبلات .
أنجبت ابنة من زواجها الثالث، مولي جونغ فاست. جونغ متزوجة الآن من كينيث ديفيد بوروز، مقيم الدعوى القضائية في نيويورك. في أواخر التسعينيات من القرن الماضي، كتبت جونغ مقالًا عن زواجها الحالي في مجلة توك.
عاشت جونغ في قاعدة عسكرية في هايدلبرغ بألمانيا، لمدة ثلاث سنوات (1966-1969) مع زوجها الثاني. كانت زائرة دائمة لمدينة البندقية، وكتبت عن هذه المدينة في روايتها ابنة شايلوك.
في عام 2007، حصلت جامعة كولومبيا في مدينة نيويورك على أرشيفها الأدبي. 

## الجوائز
- جائزة بيس هوكين من مجلة الشعر (عام 1971).
- جائزة سيغموند فرويد للأدب (عام 1975).
- جائزة الأمم المتحدة للتميز في الأدب (عام 1998).
- جائزة دوفيل للتميز الأدبي في فرنسا.
- جائزة فرناندا بيفانو للأدب في إيطاليا.

## التعليم
تعلمت في كلية بارنارد، وجامعة كولومبيا، وثانوية الموسيقى والفن.

## وصلات خارجية
- إيريكا جونغ على موقع IMDb (الإنجليزية)
- إيريكا جونغ على موقع الموسوعة البريطانية (الإنجليزية)
- إيريكا جونغ على موقع مونزينجر (الألمانية)
- إيريكا جونغ على موقع ميوزك برينز (الإنجليزية)
- إيريكا جونغ على موقع إن إن دي بي (الإنجليزية)
- إيريكا جونغ على موقع ديسكوغز (الإنجليزية)
- إيريكا جونغ على موقع قاعدة بيانات الفيلم (الإنجليزية)